# آدم غرينويس
آدم روبرت غرينويس ولد 21 افريل 1992هو لاعب كرة قدم أمريكي يلعب لصالح اورلاندو سيتي في الدوري الأمريكي لكرة القدم .

## روابط خارجية
- الملف الشخصي لـ ولفيرين
- آدم غرينويس  على سكروي